# Glenn T. Seaborg
Glenn Theodore Seaborg (Ishpeming, Michigan, 1912. április 19. – Lafayette, Kalifornia, 1999. február 25.) amerikai vegyész volt, aki 1951-ben elnyerte a kémiai Nobel-díjat (Edwin M. McMillan-nel megosztva) a transzurán elemek kémiai tulajdonságai terén tett felfedezéseiért, és részese volt tíz kémiai elem felfedezésének vagy izolálásának. A tíz elem a plutónium, amerícium, kűrium, berkélium, kalifornium, einsteinium, fermium, mendelévium, nobélium és a 106-os rendszámú elem, amit még életében tiszteletére sziborgiumnak neveztek el. Több mint száz atomi izotóp felfedezése is a nevéhez fűződik.
Pályája nagy részében Berkeleyben, a Kaliforniai Egyetemen dolgozott oktatóként és tudományos kutatóként, Harry S. Trumantól Bill Clintonig 10 amerikai elnök nukleáris tanácsadója volt. 1961 és 1971 között ő volt az Amerikai Egyesült Államok atomenergetikai bizottságának elnöke. Nevéhez egy Guinness Rekord is fűződik, mint a Who's Who in America (Ki kicsoda Amerikában) című kiadványban leghosszabb szócikkel szereplő személy.

## Élete

### Tudományos kutatóként
Glen Theodore Seaborg a Michigan állambeli Ishpeming településen született, Herman Theodore (Ted) és Selma Olivia Erickson Seaborg fiaként; egyetlen húga két évvel volt fiatalabb nála, a családban odahaza svédül beszéltek. Még gyerek volt, amikor a család Kaliforniába költözött, keresztneve írásmódját itt változtatta meg "Glenn"-re. Érdeklődése egyik tanárának hatására fordult a természettudományok iránt. Diplomázása után PhD fokozatot is szerzett kémiából a Berkeley Egyetemen, doktori disszertációját 1937-ben védte meg.

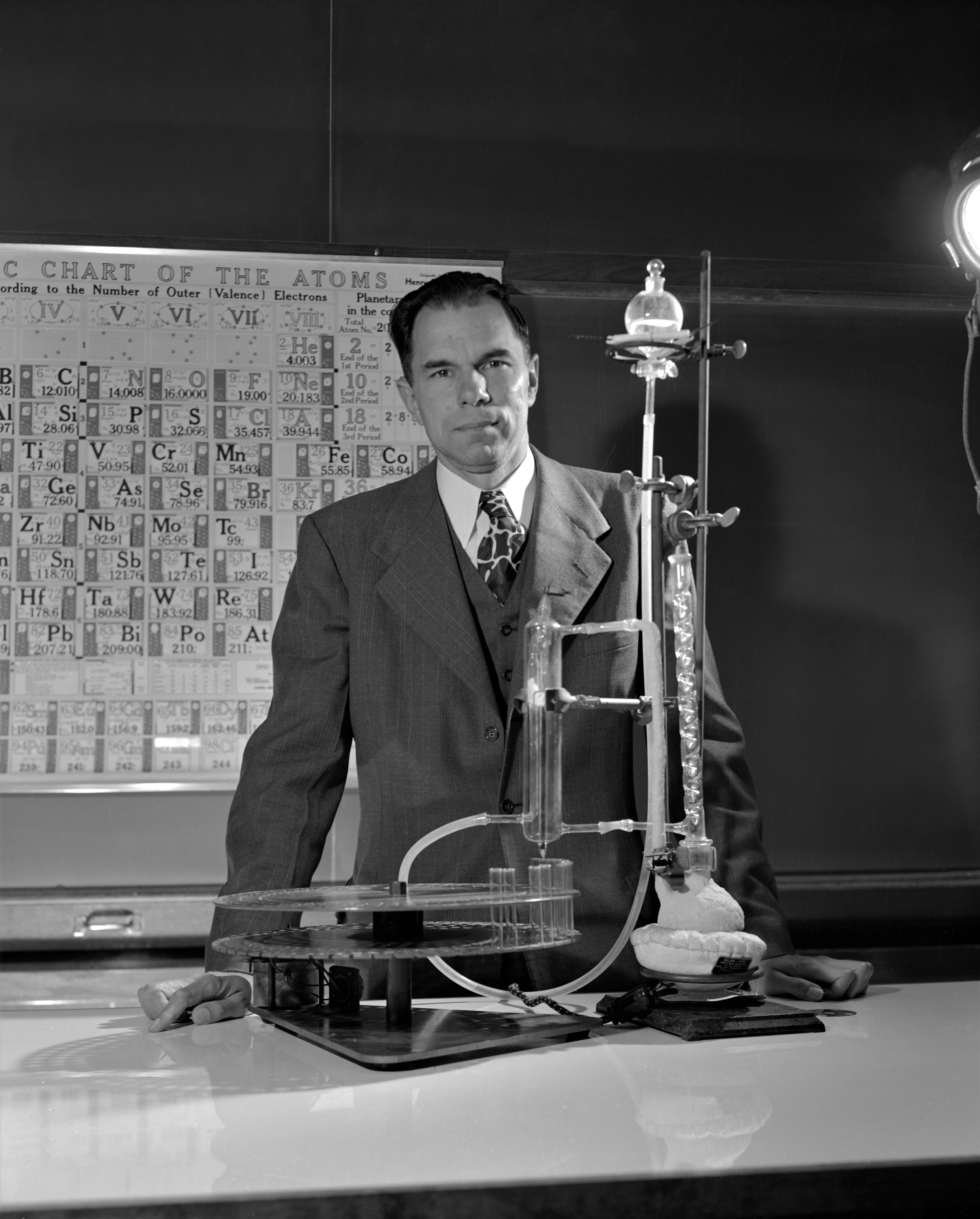
Seaborg a laborban

Doktorálása után is az egyetemen maradt, ahol izotópkutatásokkal kezdett foglalkozni, és hozzájárult több mint száz izotóp felfedezéséhez. Ezek közé tartozik például a vas 59-es tömegszámú izotópja, amit még 1937-ben állított elő két társával, s ez később igen hasznosnak bizonyult az emberi hemoglobin kutatásában; de máig jelentős szerepe van az egészségügyben az általuk előállított 131-es tömegszámú jódizotópnak is (ez állítólag Seaborg anyja életének meghosszabbításában is szerepet játszott). Ezen eredményei miatt Seaborgot az izotópos gyógyászat úttörőjének is tekintik.
Miután a Berkeley Egyetem egy fizikus kutatócsoportja, Edwin McMillan vezetésével felfedezte a 93-as rendszámú elemet (ami a neptúnium nevet kapta), Seaborg kollégáival tökéletesítette a neptúnium izolálására McMillan által használt oxidációs-redukciós technikát, lehetőséget kért és kapott arra, hogy tovább folytassa e megkezdett kutatást a 94-es rendszámú elem felfedezése irányában. Az új elem, a plutónium előállítására irányuló kísérletek 1941-ben vezettek eredményre. A következő évtizedekben jelentős része volt az amerícium, a kűrium és a berkélium felfedezésében, és kisebb részben hat másik elem (kalifornium, einsteinium, fermium, mendelévium, nobélium, sziborgium) felfedezésében is.

### Magánélete
1942-ben házasságot kötött Helen Griggs-szel, Ernest Lawrence fizikus titkárnőjével. Hét gyermekük született, akik közül a legidősebb, Peter Glenn Seaborg 1997-ben elhunyt (ikerhúga még gyerekkorában hunyt el). További gyermekeik voltak: Lynne Seaborg Cobb, David Seaborg, Steve Seaborg, Eric Seaborg és Dianne Seaborg. David fia evolúcióbiológus és békeaktivista lett.
Seaborg szívesen őrizte svéd gyökereit, gyakran látogatott Svédországba, családja tagja volt egy svéd genealógiai társaságnak is. 1972-ben a Svéd Királyi Tudományos Akadémia a tagjai közé választotta.
1998. augusztus 24-én, Bostonban szélütés érte, amit mindössze fél évvel élt túl; 1999. február 25-én, Lafayette-i otthonában hunyt el.

## Díjai és elismerései
Élete során Seaborg számos könyv és mintegy 500 tudományos publikáció szerzője vagy társszerzője volt. Több mint 40 szabadalma volt, és ötvennél több díszdoktori címmel illetve tiszteletbeli tudományos fokozattal rendelkezett. Róla nevezték el a 106-os rendszámú elemet sziborgiumnak, kutatótársai, Albert Ghiorso, E. Kenneth Hulet és mások kezdeményezésére, még az életében. 1951-ben megosztott kémiai Nobel-díjat kapott, 1957-ben Perkin-éremben, 1963-ban Franklin-éremben részesült, 1979-ben pedig az egyik legmagasabb amerikai kémiai kitüntetésnek számító Priestley-érmet kapta meg.

## Fordítás
- Ez a szócikk részben vagy egészben  a   Glenn T. Seaborg című angol Wikipédia-szócikk fordításán alapul.  Az eredeti cikk szerkesztőit annak laptörténete sorolja fel. Ez a jelzés csupán a megfogalmazás eredetét és a szerzői jogokat jelzi, nem szolgál a cikkben szereplő információk forrásmegjelöléseként.